# Hawthorn (Durham)
Pour les articles homonymes, voir Hawthorn.
Hawthorn est une paroisse civile et un village situé dans le comté de Durham, en Angleterre. La population de la paroisse civile au recensement de 2011 était de 500 habitants.